# Hylarana taipehensis
Hylarana taipehensis es una especie de anfibio anuro de la familia Ranidae.

## Distribución geográfica
Esta especie habita hasta 800 m de altitud:
- en el sur de China en las provincias de Yunnan, Guizhou, Fujian, Guangdong, Guangxi y Hainan, así como en Hong Kong;
- en Taiwán
- en Vietnam;
- en Laos;
- en Camboya;
- en el este de Tailandia;
- en el norte de Birmania;
- en Bangladés;
- en la India en Bengala Occidental, Assam, Meghalaya y Orissa.[3]

## Descripción
Hylarana taipehensis mide hasta 30 mm para los machos y 40 mm para las hembras. Su color general varía de verde a marrón con dos bandas oscuras que van desde el hocico a la parte posterior del cuerpo.

## Etimología
El nombre de la especie está compuesto de taipeh y del sufijo latino -ensis que significa "que vive, que habita", y le fue dado en referencia al lugar de su descubrimiento, Taipéi, la capital de Taiwán.

## Publicación original
- Van Denburgh, 1909 : New and previously unrecorded species of reptiles and amphibians from the island of Formosa. Proceedings of the California Academy of Sciences, sér. 4, vol. 3, p. 49-56[4]